# France Stare
France Stare, slovenski arheolog, * 13. april 1924, Šmartno pri Litiji, † 18. avgust 1974, Ljubljana.
Diplomiral je leta 1948, doktoriral pa 1952 na Filozofski fakulteti v Ljubljani z disertacijo o Vačah (Prazgodovinske Vače, 1954). Kot Humboldtov štipendist je 1954/55 študiral v Münchnu in Marburgu. Od 1949 je delal na Filozofski fakulteti v Ljubljani, od 1970 pa kot višji znanstveni sodelavec. V študijskih letih 1959/60 in 1968/69 je predaval tudi na Filozofski fakulteti v Zagrebu.
Vodil je izkopavanja na dvorišču SAZU v Ljubljani, na Vintarjevcu, Libni in predvsem v Dobovi. Pri raziskovanju starejše železne in pozne bronaste dobe je bil po 2. svetovni vojni med vodilnimi raziskovalci.
Po metodi je bil tipolog in se je osredotočal predvsem na analizo form. Posebej pomembne so študije o kovinskih posodah in umetnostnem oblikovanju v železnodobnih kulturah na slovenskem ozemlju. Prvi je izdelal kronologijo železnodobnega in poznobronastega obdobja na Slovenskem na podlagi domačega gradiva. Čeprav se njegova kronološka in metodološka izhodišča niso uveljavila, pomenijo njegove objave z zelo kvalitetnimi lastnimi risbami opazen napredek slovenske arheologije po 2. svetovni vojni.
1. 1 2  data.bnf.fr: platforma za odprte podatke — 2011.